# Administration publique

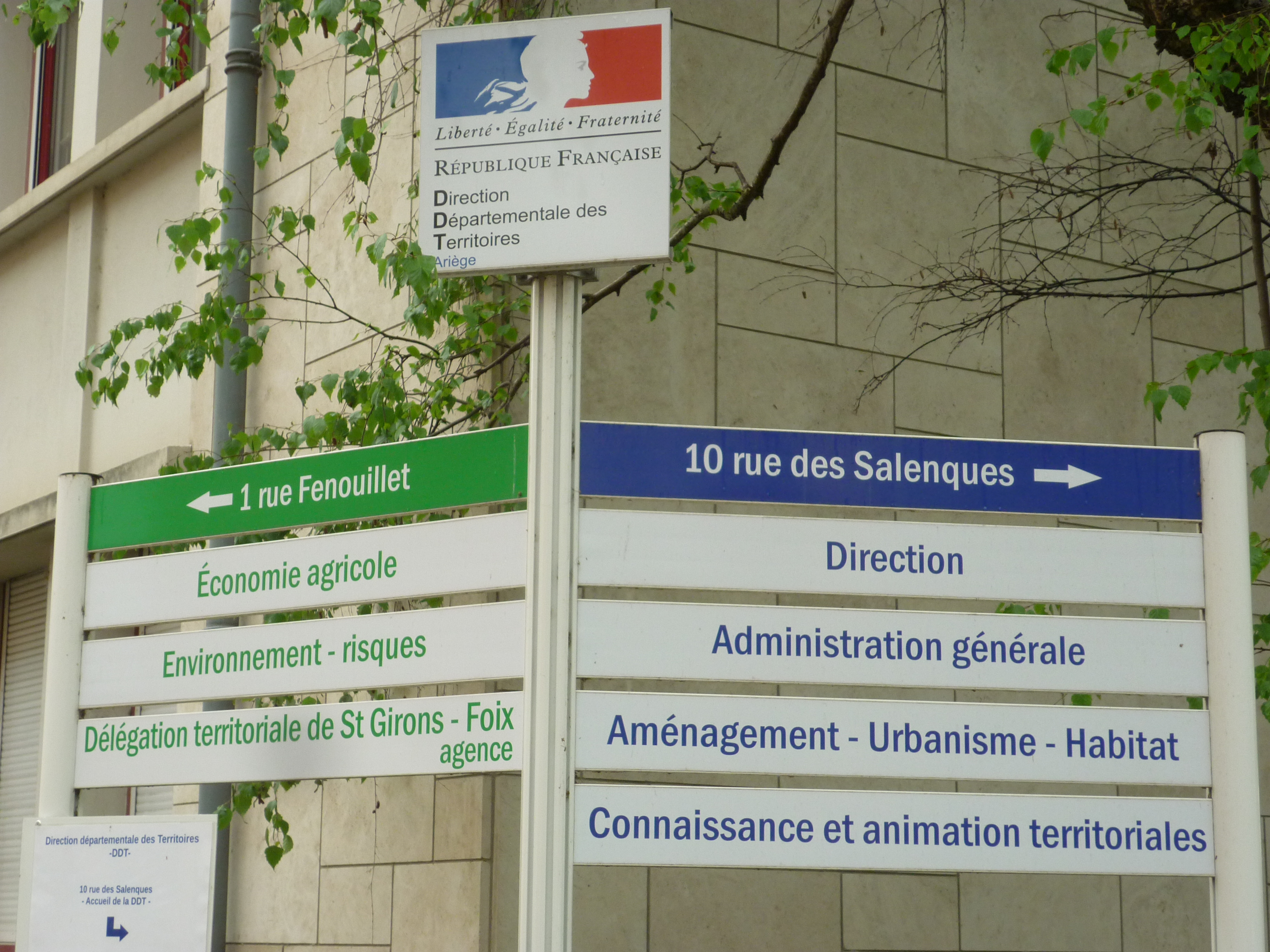
Indication d'une administration publique française, avec la Marianne.

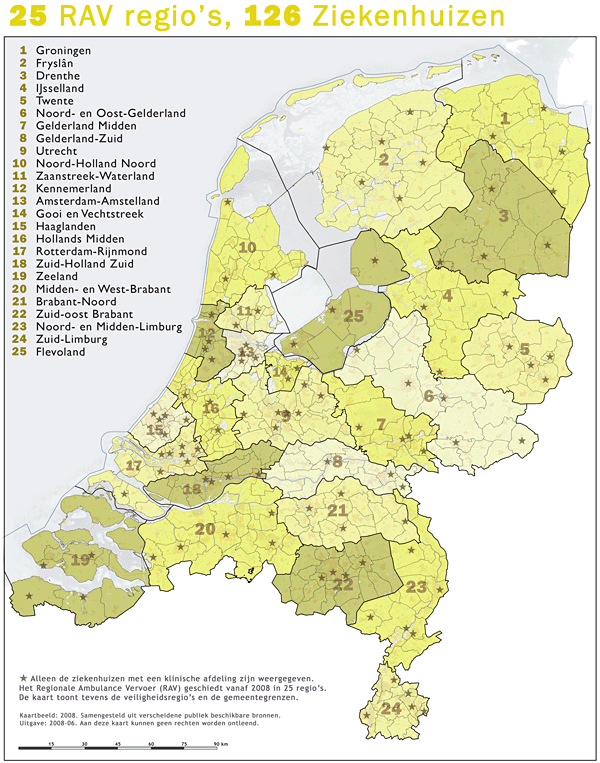
Les 25 districts de santé des Pays-Bas. L'administration nationale y gère les hôpitaux et les ambulances.

Pour les articles homonymes, voir APU.
Pour le domaine d'études, voir Administration publique (spécialité).
L'administration publique est l'activité d'administration qui matérialise l'exercice des pouvoirs publics. Par métonymie, une administration publique est une organisation qui incarne une collectivité publique, soit un État, une collectivité territoriale, ou une organisation ou institution internationale. Une administration publique peut prendre la forme juridique d'un établissement public, mais elle peut également en désigner un simple service (au sens d'un composant organisationnel). Par extension, l’administration publique peut aussi désigner l'ensemble des administrations publiques en tant qu'organisations.
La mission des administrations publiques est de mettre en œuvre des politiques publiques, des services publics, ou accessoirement des biens et services marchands sans prétention au titre de service public.
Selon la norme européenne de comptabilité nationale (SEC 95), les administrations publiques sont définies comme :

« ensemble des unités institutionnelles dont la fonction principale est de produire des services non marchands ou d'effectuer des opérations de redistribution du revenu et des richesses nationales. Elles tirent la majeure partie de leurs ressources de contributions obligatoires.
Le secteur des administrations publiques comprend les administrations publiques centrales, les administrations publiques locales et les administrations de sécurité sociale. »

Collectivité publique, pouvoirs publics, administration publique et service public sont souvent employés de façon interchangeable, mais ont des définitions techniques distinctes.

## Administration publique en France
En France, on sépare les administrations publiques entre l’administration centrale (qui regroupe l'État — dont les ministères — et les ODAC), l’administration territoriale, et les administrations de sécurité sociale.

## Histoire

### L'Inde dans les années 600 avant J.-C.
Des civilisations aussi soignées et prospères que Harappa et Mohenjo-daaro devaient disposer d'un corps de fonctionnaires disciplinés, bienveillants et non corrompus. À l'appui de cette hypothèse, on trouve de nombreuses références aux travaux de Brihaspati sur les lois et la gouvernance. Un extrait intéressant d'Ain-i-Akbari écrit par Abul Fazl, le célèbre historien de la cour d'Akbar, mentionne un symposium de philosophes de toutes confessions tenu en 1578 à l'initiative d'Akbar. Cela semble crédible dans le contexte du désir inquiet d'Akbar de trouver la vérité, qui s'est traduit par le lancement d'une nouvelle religion appelée Dîn-i-Ilâhî. L'historien Vincent Arthur Smith, dans son article intitulé « Les professeurs jaïns d'Akbar », donne le compte-rendu en question. Certains penseurs Chârvâka auraient participé au symposium. Sous le titre Nastika Abul Fazl a fait référence au bon travail, à l'administration judicieuse et aux programmes d'aide sociale mis en avant par les législateurs Chârvâka. Somadeva a également mentionné la méthode Chârvâka pour vaincre les ennemis de la nation. Il a parlé de treize ennemis qui restent déguisés dans le royaume pour leurs intérêts égoïstes. Il peut s'agir de quelques parents du roi et de dirigeants subsidiaires, mais ils ne doivent pas être épargnés. Ils doivent être rigoureusement punis comme n'importe quel autre adversaire. Kautilya, comme nous l'avons déjà mentionné, a donné un plan détaillé pour éliminer les ennemis sous l'apparence d'amis. L'homme fort de Chârvâka, Brihaspati, est bien plus ancien que Kautilya et Somadeva. Il semble contemporain de la culture de Harappa et de Mohenjo-daaro.
Le point central des rituels religieux traditionnels est de rapporter de l'argent à leurs auteurs. Tous les rites improductifs et stériles conçus pour les différents moments de la vie humaine, depuis plusieurs mois avant la naissance jusqu'à plusieurs années après la mort sous la forme de la sraddha annuelle, dont beaucoup sont encore en vigueur aujourd'hui, ne sont que des canaux destinés à nourrir les prêtres. Ils sont irréels, imaginés et gaspillés. S'ils sont irréels, imaginés et gaspillés, la nourriture, elle, est bien réelle.
Ce paradoxe astucieux a été réalisé par les Chârvâka pour sa valeur réelle. Ils voulaient que les causes financières produisent des résultats financiers. Les causes imaginaires ne produisaient que des résultats imaginaires et non des résultats réels,.

### De l'Antiquité auXIXesiècle
Depuis l'Antiquité, les pharaons, les rois et les empereurs ont eu besoin de pages, de trésoriers et de collecteurs d'impôts pour gérer les affaires courantes du gouvernement. Avant le XIXe siècle, la plupart des administrations publiques étaient dotées d'un personnel où régnaient le népotisme, le favoritisme et le clientélisme politique, ce que l'on appelait souvent le « système des dépouilles ». Les administrateurs publics ont longtemps été les « yeux et les oreilles » des dirigeants. À l'époque médiévale, les capacités à lire et à écrire, à additionner et à soustraire étaient aussi dominées par l'élite éduquée que l'emploi public. Par conséquent, le besoin de fonctionnaires experts dont la capacité à lire et à écrire constituait la base du développement de l'expertise dans des activités aussi nécessaires que la tenue des registres juridiques, le paiement et l'alimentation des armées et la perception des impôts. À mesure que l'ère impérialiste européenne progressait et que les puissances militaires étendaient leur emprise sur d'autres continents et d'autres peuples, le besoin d'une administration publique sophistiquée se faisait de plus en plus sentir.
On peut dire que le domaine de la gestion a vu le jour en Chine ancienne , où l'on trouve peut-être le premier État hautement centralisé et bureaucratique, ainsi que le premier exemple (au IIe siècle av. J.-C. d'une administration fondée sur le mérite par le biais d'un examen. Bien avant le reste du monde et jusqu'à la fin du XVIIIe siècle, le sinologue Herrlee G. Creel (en) et d'autres chercheurs constatent l'influence de l'administration chinoise en Europe dès le XIIe siècle, par exemple dans les promulgations de Frédéric II, qualifiées d'« acte de naissance de la bureaucratie moderne »,,,. Thomas Taylor Meadows, consul de Grande-Bretagne à Guangzhou, a affirmé dans ses Desultory Notes on the Government and People of China (1847) que « la longue durée de l'empire chinois est uniquement et entièrement due au bon gouvernement qui consiste à promouvoir uniquement les hommes de talent et de mérite » et que les Britanniques doivent réformer leur fonction publique en rendant l'institution méritocratique. Influencé par l'ancien examen impérial chinois, le rapport Northcote-Trevelyan (en) de 1854 recommandait que le recrutement se fasse sur la base du mérite déterminé par un concours, que les candidats aient une solide formation générale pour permettre les transferts entre départements et que la promotion se fasse sur la base des résultats obtenus plutôt que sur la base de « la préférence, le patronage ou l'achat ». Cela a conduit à la mise en place de la Her Majesty's Civil Service en tant que bureaucratie de la fonction publique, systématique et méritocratique. Comme les Britanniques, le développement de la bureaucratie française a été influencé par le système chinois. Voltaire affirmait que les Chinois avaient « perfectionné la science morale » et François Quesnay préconisait un système économique et politique inspiré de celui des Chinois. Les examens de la fonction publique française adoptés à la fin du XIXe siècle étaient également fortement basés sur des études de culture générale. Ces caractéristiques ont été comparées au modèle chinois antérieur.
Bien que l'administration chinoise ne puisse être attribuée à un seul individu, l'accent mis sur un système méritocratique, des penseurs tels que Fa-Jia ou bien le réformateur du IVe siècle av. J.-C. Shen Buhai peuvent avoir eu plus d'influence que tout autre, ce dernier pouvant même être considéré comme son fondateur, en tant que théoricien pré-moderne de l'administration. Creel écrit que Shen Buhai contient les « germes de l'examen de la fonction publique (en) » et que, si l'on veut exagérer, il serait « sans doute possible de traduire le terme Shu, ou technique, de Shen Buhai par science » et d'affirmer qu'il est le premier politologue, bien que Creel « ne veuille pas aller aussi loin »
Au XVIIIe siècle, le roi Frédéric-Guillaume Ier de Prusse a créé des facultés de caméralisme dans le but de former une nouvelle classe d'administrateurs publics. Les universités de Francfort-sur-l'Oder et de Halle sont des institutions prussiennes qui mettent l'accent sur les disciplines économiques et sociales, dans le but de réformer la société. Johann Heinrich Gottlob von Justi est le professeur le plus connu du caméralisme. Ainsi, du point de vue de l'Europe occidentale, les érudits des époques classique, médiévale et des Lumières ont jeté les bases de la discipline que l'on appelle aujourd'hui l'administration publique.
Lorenz von Stein, professeur allemand à Vienne en 1855, est considéré comme le fondateur de la science de l'administration publique dans de nombreuses régions du monde. À l'époque de von Stein, l'administration publique était considérée comme une forme de droit administratif, mais von Stein estimait que ce concept était trop restrictif. Von Stein a enseigné que l'administration publique repose sur de nombreuses disciplines préétablies telles que la sociologie, la science politique, le droit administratif et les finances publiques. Il a qualifié l'administration publique de science intégratrice et a déclaré que les administrateurs publics devaient se préoccuper à la fois de la théorie et de la pratique. Il a soutenu que l'administration publique est une science parce que les connaissances sont générées et évaluées selon la méthode scientifique.
L'administration publique américaine moderne est une extension de la gouvernance démocratique, justifiée par les philosophes classiques et libéraux du monde occidental, d'Aristote à John Locke et Thomas Jefferson,.

### Administration américaine de 1880 à 1940

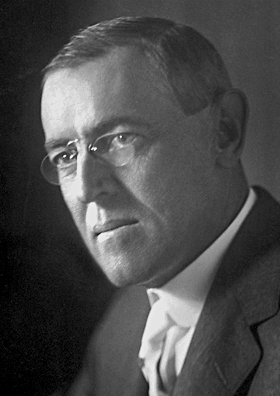
Woodrow Wilson

Aux États-Unis, Woodrow Wilson est considéré comme le père de l'administration publique. C'est dans un article de 1887 intitulé « The Study of Administration (en) » qu'il a pour la première fois reconnu officiellement l'administration publique. Le futur président y écrit que « l'objet de l'étude administrative est de découvrir, premièrement, ce que le gouvernement peut faire correctement et avec succès et, deuxièmement, comment il peut faire ces choses correctes avec la plus grande efficacité possible et au moindre coût possible, que ce soit en termes d'argent ou d'énergie ». Wilson a eu plus d'influence sur la science de l'administration publique que von Stein, principalement en raison de son article de 1887, dans lequel il préconise quatre concepts :
- Séparation de la politique et de l'administration ;
- Analyse comparative des organisations politiques et privées ;
- Améliorer l'efficacité en adoptant des pratiques et des attitudes professionnelles pour les opérations courantes ;
- Améliorer l'efficacité du service public par la gestion et la formation des fonctionnaires, rémunération et évaluation basée sur le mérite.

La séparation de la politique et de l'administration a fait l'objet d'un débat de longue haleine. Les différentes perspectives concernant cette dichotomie contribuent à différencier les caractéristiques des générations d'administration publique proposées.
Dans les années 1920, les spécialistes de l'administration publique ont répondu à la demande de Wilson et des manuels ont donc été publiés dans ce domaine. Parmi les éminents spécialistes de cette période, citons Luther Gulick (spécialiste des sciences sociales), Lyndall Urwick, Henri Fayol, Frederick Winslow Taylor et d'autres. Frederick Taylor (1856-1915), un autre éminent chercheur dans le domaine de l'administration et de la gestion, a également publié un livre intitulé The Principles of Scientific Management (1911). Il pensait que l'analyse scientifique conduirait à la découverte de la « meilleure façon » de faire les choses ou de mener une opération. Selon lui, cela permettrait d'économiser du temps et de l'argent. La technique de Taylor a ensuite été introduite auprès d'industriels privés, puis dans diverses organisations gouvernementales (Jeong, 2007).
L'approche de Taylor est souvent appelée « principes de Taylor » ou taylorisme. La gestion scientifique de Taylor se compose de quatre grands principes (Frederick W. Taylor, 1911) :
- Remplacer les méthodes de travail empiriques par des méthodes basées sur une étude scientifique des tâches ;
- Sélectionner, former et développer chaque employé de manière scientifique plutôt que de les laisser se former eux-mêmes de manière passive ;
- Fournir « des instructions détaillées et superviser chaque travailleur dans l'exécution de sa tâche spécifique » (Montgomery 1997: 250) ;
- Répartir le travail de manière presque égale entre les cadres et les travailleurs, de sorte que les cadres appliquent les principes de gestion scientifique à la planification du travail et que les travailleurs exécutent effectivement les tâches.

Taylor avait des idées très précises sur la manière d'introduire son système (approche) : « Ce n'est que par la normalisation forcée des méthodes, l'adoption forcée des meilleurs outils et conditions de travail, et la coopération forcée que ce travail plus rapide peut être assuré. Et c'est à la direction seule qu'il incombe d'imposer l'adoption de normes et d'assurer cette coopération ».
L'American Society for Public Administration (en) (ASPA), principal groupe professionnel de l'administration publique, a été fondée en 1939. L'ASPA sponsorise la revue Public Administration Review (en) fondée en 1940.

#### Retrouver la contribution perdue des femmes à la fondation de l'administration publique aux États-Unis
Les chercheurs contemporains,,, se réapproprient l'histoire de l'origine de l'administration publique, qui inclut les contributions des femmes. C'est ce que l'on appelle le modèle « alternatif » ou « d'établissement » de l'administration publique. Au cours du XIXe siècle, les femmes des classes supérieures des États-Unis et d'Europe ont créé des associations bénévoles pour atténuer les excès de l'urbanisation et de l'industrialisation dans leurs villes. Ces associations bénévoles sont devenues des réseaux capables de faire évoluer les politiques et l'administration,. Ces clubs civiques de femmes s'efforçaient de rendre les villes et les lieux de travail plus sûrs (rues plus propres, eau et égouts, réglementation des lieux de travail) et mieux adaptés aux besoins de leurs enfants (aires de jeux, bibliothèques, tribunaux pour enfants, lois sur le travail des enfants). Il s'agissait d'espaces administratifs et politiques ignorés par leurs pères et leurs maris. Le travail de ces clubs a été amplifié par de nouvelles organisations à but non lucratif (Settlement Houses), généralement situées dans les bidonvilles des villes industrialisées peuplées d'immigrants,,,.
Le mouvement Settlement et ses meneuses telles que Jane Addams, Julia Lathrop et Florence Kelley ont joué un rôle déterminant dans l'élaboration d'un modèle alternatif d'administration publique, inspiré par les femmes,. Ce modèle d'administration publique comportait deux composantes interdépendantes : l'entretien ménager de la ville et la citoyenneté industrielle,. L'entretien municipal demande que les villes soient gérées comme des foyers. La ville devait être conçue comme une extension du foyer où les familles pouvaient être en sécurité et les enfants pris en charge. La propreté des rues et de l'eau, les terrains de jeux, la réforme des programmes d'enseignement et les tribunaux pour enfants sont autant d'exemples de réformes associées à ce mouvement. La citoyenneté industrielle se concentre sur les problèmes et les risques liés à la participation au marché du travail dans une économie de laissez-faire, nouvellement industrialisée. Les réformes visant à atténuer les problèmes liés au lieu de travail, tels que le travail des enfants, les lieux de travail insalubres, les horaires de travail excessifs, les risques d'accidents du travail et la pauvreté des personnes âgées, ont été au centre de ces efforts. Les efforts de réforme des femmes du mouvement Settlement ont abouti à l'adoption de lois sur la sécurité au travail et à des inspections. Les réformateurs ont ensuite occupé des postes d'administrateurs au niveau local, national et fédéral. Jane Addams était inspectrice des ordures, Florence Kelley était inspectrice en chef des usines pour l'État de l'Illinois, Julia Lathrop était la première directrice du Women's Bureau et Frances Perkins était secrétaire au travail sous l'administration de F. Roosevelt,,.
Les réformes issues du New Deal (par exemple, le revenu des personnes âgées, l'assurance chômage, l'aide aux enfants dépendants et aux handicapés, l'interdiction du travail des enfants et la limitation des heures travaillées, etc.) étaient soutenues par les leaders du mouvement Settlement. Richard Stillman attribue à Jane Addams, l'une des principales dirigeants du mouvement Settlement et pionnière de l'administration publique, le mérite d'avoir « conçu et engendré » l'État-providence moderne. Les réalisations du mouvement Settlement et leur conception de l'administration publique ont été ignorées dans les premiers ouvrages consacrés à l'administration publique. Le modèle alternatif d'administration publique est resté invisible ou enterré pendant une centaine d'années, jusqu'à ce que Camilla Stivers publie Bureau Men and Settlement Women en 2000.
Les travailleuses du Settlement se sont battues pour la justice sociale lorsqu'ils ont fait campagne pour obtenir des réformes. Elles ont cherché à modifier les politiques afin d'améliorer la vie des immigrants, des femmes, des enfants, des malades, des personnes âgées et des pauvres. Le ménage municipal et la citoyenneté industrielle ont tous deux appliqué à la politique et à l'administration une éthique pragmatique de soins fondée sur l'expérience féminine. Tout en reconnaissant la pertinence des valeurs traditionnelles de l'administration publique (efficience, efficacité, etc.) et des pratiques de leurs homologues réformateurs masculins,, elles ont également mis l'accent sur la justice sociale et l'équité sociale. Jane Addams, par exemple, a fondé la National Association for the Advancement of Colored people (NAACP).

### Les États-Unis dans les années 1940

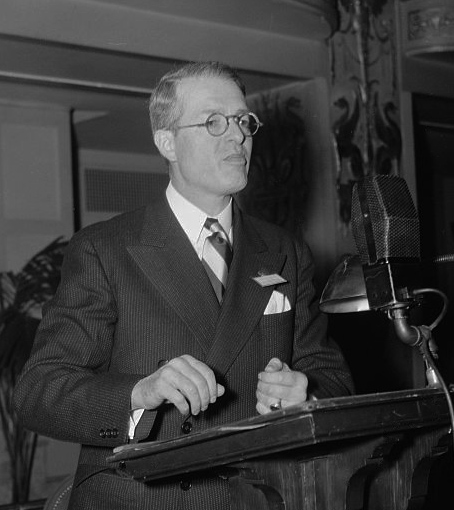
Luther Gulick (1892–1993) était un expert en administration publique.

La séparation de la politique et de l'administration prônée par Wilson continue de jouer un rôle politique important dans l'administration publique aujourd'hui. Toutefois, la domination de cette dichotomie a été remise en question par les chercheurs de la deuxième génération, à partir des années 1940. La dichotomie faits-valeurs de Luther Gulick a été un concurrent majeur de la dichotomie politique-administration proposée par Wilson. Au lieu de la division de la première génération de Wilson, Gulick a préconisé un « réseau continu de discrétion et d'interaction ».
Luther Gulick et Lyndall Urwick sont deux chercheurs de la deuxième génération. Gulick, Urwick et la nouvelle génération d'administrateurs se sont appuyés sur les travaux de spécialistes contemporains du comportement, de l'administration et de l'organisation, dont Henri Fayol, Frederick Winslow Taylor, Paul Appleby, Frank Goodnow et William Willoughby. La nouvelle génération de théories organisationnelles ne s'appuie plus sur des hypothèses logiques et des généralisations sur la nature humaine comme le faisaient les théoriciens classiques et éclairés.
Gulick a élaboré une théorie générale de l'organisation qui met l'accent sur la méthode scientifique, l'efficacité, le professionnalisme, la réforme structurelle et le contrôle exécutif. Gulick a résumé les tâches des administrateurs par un acronyme : POSDCORB, qui signifie, planification, organisation, dotation en personnel, direction, coordination, établissement de rapports et budgétisation. Fayol a développé un traitement systématique en 14 points de la gestion privée. Les théoriciens de la deuxième génération se sont inspirés des pratiques de gestion privée pour les sciences administratives. On pensait qu'il était possible d'élaborer une théorie de gestion unique et générique qui effacerait les frontières entre le secteur privé et le secteur public. Grâce à cette théorie générale, la théorie administrative pouvait être axée sur les organisations gouvernementales. Les théoriciens du milieu des années 1940 ont remis en question Wilson et Gulick. La dichotomie politique-administration reste au centre des critiques.

#### Des années 1950 aux années 1970
Au cours des années 1950, les États-Unis ont connu une prospérité prolongée et ont consolidé leur place de leader mondial. L'administration publique a connu une sorte d'apogée en raison de la réussite de l'effort de guerre et de la reconstruction d'après-guerre en Europe occidentale et au Japon. Le gouvernement était populaire, tout comme le président Eisenhower. Dans les années 1960 et 1970, le gouvernement lui-même a été critiqué pour son inefficacité, son manque d'efficience et le fait qu'il s'agissait en grande partie d'un effort inutile. La coûteuse intervention américaine au Viêt Nam et les scandales internes, notamment la mise sur écoute du siège du parti démocrate (scandale du Watergate de 1974), sont deux exemples d'un comportement autodestructeur du gouvernement qui a effrayé les citoyens.

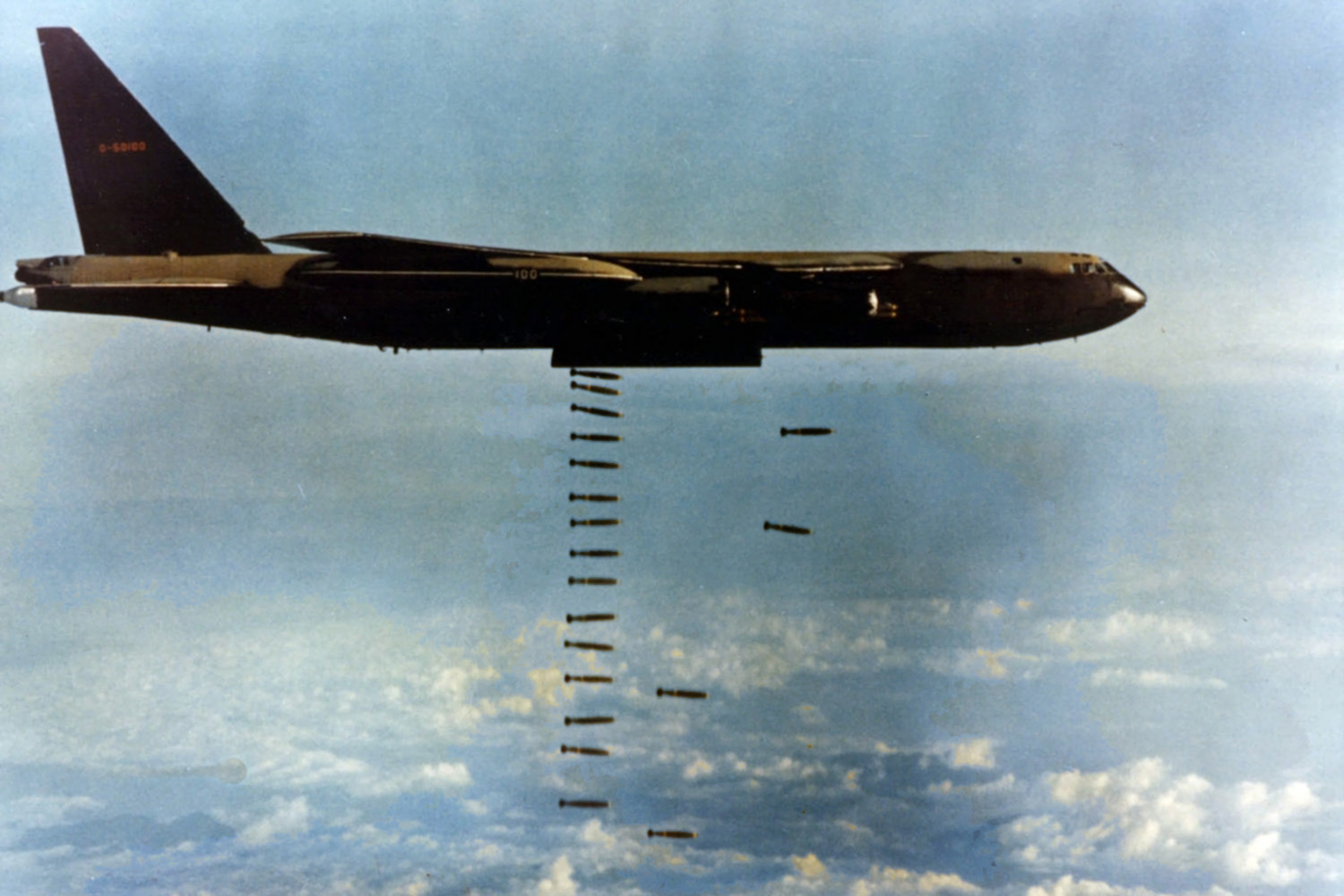
La coûteuse Guerre du Viêt Nam a éloigné les citoyens américains de leur gouvernement. La photo représente l'opération Arc Light, une opération de bombardement américaine.

Les citoyens réclamaient une administration efficace pour remplacer la bureaucratie inefficace et gaspilleuse. L'administration publique devait prendre ses distances avec la politique pour répondre à cet appel et rester efficace. Les élus ont soutenu ces réformes. La Commission Hoover (en), présidée par le professeur de l'université de Chicago Louis Brownlow (en), est chargée d'examiner la réorganisation du gouvernement. Brownlow a ensuite fondé le Public Administration Service (PAS) à l'université, une organisation qui a fourni des services de conseil à tous les niveaux de gouvernement jusque dans les années 1970.
Parallèlement, après la Seconde Guerre mondiale, le concept d'administration publique s'est étendu à l'élaboration et à l'analyse des politiques, et l'étude de « l'élaboration et de l'analyse des politiques administratives » a donc été introduite et renforcée dans les organes décisionnels du gouvernement. Par la suite, le facteur humain est devenu une préoccupation prédominante dans l'étude de l'administration publique. Cette période a vu le développement et l'inclusion d'autres connaissances en sciences sociales, principalement la psychologie, l'anthropologie et la sociologie, dans l'étude de l'administration publique (Jeong, 2007). Cela a entraîné l'émergence d'universitaires tels que Fritz Morstein Marx (en) avec son livre The Elements of Public Administration (1946), Paul H. Appleby Policy and Administration (1952), Frank Marini Towards a New Public Administration (1971), et d'autres, qui ont contribué de manière positive à ces efforts.
Stimulée par les événements des années 1960, tels que le mouvement des droits civiques, la guerre du Viêt Nam et les protestations contre la guerre, l'assassinat de Kennedy et de leaders des droits civiques, ainsi que le mouvement actif des femmes, l'administration publique a quelque peu changé de cap. Des lois historiques telles que l'Equal Pay Act de 1963 et le Civil Rights Act de 1964 ont également conféré de nouvelles responsabilités aux administrateurs publics. Ces événements se sont manifestés dans la profession d'administrateur public par le biais du nouveau mouvement d'administration publique, « sous le patronage stimulant de Dwight Waldo (en), certains des meilleurs universitaires de la jeune génération ont remis en question la doctrine qu'ils avaient reçue ». Ces nouveaux chercheurs ont exigé des administrateurs publics qu'ils soient davantage orientés vers la politique et qu'ils intègrent « quatre thèmes : la pertinence, les valeurs, l'équité et le changement ». Tous ces thèmes encourageraient une plus grande participation des femmes et des minorités.
Stimulées par les événements des années 1960, les années 1970 ont apporté des changements significatifs à la Société américaine d'administration publique. Les membres des minorités raciales et ethniques et les femmes s'organisent pour obtenir une plus grande participation. La Conférence sur les administrateurs publics issus des minorités et la Section des femmes dans l'administration publique sont créées.

#### Années 1980–1990
À la fin des années 1980, une nouvelle génération de théoriciens de l'administration publique a commencé à remplacer la précédente. La nouvelle théorie, appelée New Public Management, a été proposée par David Osborne et Ted Gaebler dans leur ouvrage intitulé Reinventing Government (Réinventer le gouvernement). Le nouveau modèle préconise l'utilisation de modèles, d'idées organisationnelles et de valeurs propres au secteur privé pour améliorer l'efficacité et l'orientation vers les services du secteur public. Pendant l'administration Clinton (1993-2001), le vice-président Al Gore a adopté et réformé les agences fédérales en utilisant les approches de la NGP. Dans les années 1990, la nouvelle gestion publique s'est imposée dans les bureaucraties des États-Unis, du Royaume-Uni et, dans une moindre mesure, du Canada. Les premières théories de gestion publique ont des racines attribuées à l'analyse des politiques, selon Richard Elmore (en) dans son article de 1986 publiée dans le Journal of Policy Analysis and Management (en).
Certains auteurs définissent la NGP comme une combinaison de la division des grandes bureaucraties en agences plus petites et plus fragmentées, de l'encouragement à la concurrence entre les différentes agences publiques et de l'encouragement à la concurrence entre les agences publiques et les entreprises privées et de l'utilisation d'incitations économiques (par exemple, la rémunération à la performance pour les cadres supérieurs ou les modèles de paiement par l'utilisateur). La NGP traite les individus comme des « clients » (au sens du secteur privé), plutôt que comme des citoyens.
Certains critiques affirment que le concept de la nouvelle gestion publique consistant à traiter les gens comme des « clients » plutôt que comme des « citoyens » est un emprunt inapproprié au modèle du secteur privé, car les entreprises considèrent les clients comme un moyen d'atteindre une fin (un profit), plutôt que comme les propriétaires du gouvernement, par opposition aux simples clients d'une entreprise. Dans la nouvelle gestion publique, les personnes sont considérées comme des unités économiques et non comme des participants démocratiques, ce qui constitue le risque de lier trop étroitement un MBA (administration des affaires, modèle économique et patronal) au secteur de l'administration publique (gouvernemental, bien public). Néanmoins, ce modèle (l'un des quatre décrits par Elmore en 1986, y compris le « modèle générique ») est encore largement accepté à de multiples niveaux de gouvernement (par exemple, municipal, étatique/provincial et fédéral) et dans de nombreux pays de l'OCDE.
À la fin des années 1990, Janet et Robert Denhardt ont proposé un nouveau modèle de services publics en réponse à la domination de la NGP. La gouvernance de l'ère numérique (en), qui succède à la NGP, se concentre sur les thèmes de la réintégration des responsabilités gouvernementales, du holisme fondé sur les besoins (exécution des tâches de manière cursive) et de la numérisation (exploitation des capacités de transformation des technologiques de l'information modernes et du stockage numérique).
Un exemple de déploiement de la DEG est openforum.com.au (en), un projet australien à but non lucratif de démocratie électronique qui invite les hommes politiques, les hauts fonctionnaires, les universitaires, les hommes d'affaires et d'autres acteurs clés à participer à un débat politique de haut niveau. Un autre exemple est celui du département de l'information de Brunei, qui déploie la technologie des médias sociaux pour améliorer son processus de gouvernance numérique. Le chapitre du livre conclut que les dividendes numériques peuvent être garantis par l'application efficace des médias sociaux dans le cadre de la gouvernance de l'ère numérique.
Un autre nouveau modèle de service public est ce que l'on a appelé la Nouvelle Gouvernance Publique, une approche qui comprend une centralisation du pouvoir, une augmentation du nombre, du rôle et de l'influence du personnel politiquement partisan, une politisation personnelle des nominations à la haute fonction publique et l'hypothèse que le service public est promiscue par le gouvernement du jour.
Au milieu des années 1980, l'objectif des programmes communautaires aux États-Unis était souvent représenté par des termes tels que vie autonome, intégration communautaire (en), inclusion, participation communautaire, désinstitutionnalisation et droits civils. Ainsi, la même politique publique (et la même administration publique) devait s'appliquer à tous les citoyens, quel que soit leur handicap. Toutefois, dans les années 1990, les systèmes d'État catégoriques ont été renforcés aux États-Unis, et des efforts ont été déployés pour introduire davantage de contenu sur le handicap dans les programmes d'études sur les politiques publiques, la politique publique (et l'administration) en matière de handicap étant des domaines distincts,. Ces dernières années, les béhavioristes ont également dominé la « pratique de l'intervention » (qui n'est généralement pas du ressort de l'administration publique), estimant qu'ils s'opposent à la politique publique générique (appelée écologie du développement humain, de Urie Bronfenbrenner).
De plus en plus, les universitaires et les praticiens des politiques publiques ont utilisé les concepts théoriques de l'économie politique pour expliquer les résultats des politiques, tels que le succès ou l'échec des efforts de réforme ou la persistance de résultats sous-optimaux.

### Aux Philippines
Les Philippines ont été le premier pays d'Asie à proposer des programmes d'administration publique (PA) à partir de 1952. Les programmes d'AP ont été proposés par l'Institut d'administration publique nouvellement créé à l'Université des Philippines (UP) en 1951, conformémnent aux recommandations de la Mission Bell visant à reconstruire la fonction publique et à faciliter le redressement après la Seconde Guerre mondiale. Depuis lors, l'enseignement de l'administration publique aux Philippines a évolué en fonction des changements politiques, administratifs et économiques. Les programmes d'AP se sont développés dans tout le pays et les associations professionnelles et éducatives d'AP se sont multipliées.

## Branches principales
Dans le monde universitaire, le domaine de l'administration publique se compose d'un certain nombre de sous-domaines. Les universitaires ont proposé un certain nombre d'ensembles différents de sous-domaines. L'un des modèles proposés repose sur cinq piliers :
- La théorie organisationnelle de l'administration publique est l'étude de la structure des entités gouvernementales et des nombreuses particularités qui leur sont inculquées ;
- L'éthique dans l'administration publique (en) sert d'approche normative à la prise de décision ;
- L'analyse des politiques et l'évaluation des programmes constituent une approche empirique de la prise de décision ;
- La budgétisation publique (en) est l'activité d'un gouvernement qui cherche à répartir des ressources rares entre des demandes illimitées ;
- La gestion des ressources humaines (en) est une structure interne qui garantit que la dotation en personnel de la fonction publique est effectuée de manière impartiale, éthique et fondée sur des valeurs. Les fonctions de base du système de ressources humaines sont les avantages sociaux, les soins de santé des employés, la rémunération et bien d'autres choses encore (par exemple, les droits de l'homme). Les cadres qui gèrent le directeur des ressources humaines et d'autres membres clés du dpersonnel des départements font également partie du système d'administration publique.

## Organisations internationales
Il existe un certain nombre d'organisations internationales d'administration publique. La Commonwealth Association of Public Administration and Management (CAPAM) est diversifiée, puisqu'elle regroupe les 54 États membres du Commonwealth, de l'Inde et du Royaume-Uni à Nauru. Sa conférence biennale réunit des ministres de la fonction publique, des hauts fonctionnaires et des universitaires de renom. L'organisation la plus ancienne est l'Institut international des sciences administratives (IIAS). Basé à Bruxelles, en Belgique, l'IIAS est une plateforme mondiale offrant un espace d'échanges qui promeut les connaissances et les bonnes pratiques afin d'améliorer l'organisation et le fonctionnement de l'administration publique. L'IIAS vise également à garantir que les organismes publics seront en mesure de mieux répondre aux attentes et aux besoins actuels et futurs de la société. L'IIAS a créé quatre entités : l'Association internationale des écoles et instituts d'administration (AIEIA), le Groupe européen d'administration publique (GEAP), le Groupe latino-américain d'administration publique (LAGPA) et le Groupe asiatique d'administration publique (AGPA). L'AIEIA est une association d'organisations et d'individus dont les activités et les intérêts se concentrent sur l'administration et la gestion publiques. Les activités de ses membres comprennent l'éducation et la formation des administrateurs et des gestionnaires. Il s'agit de la seule association scientifique mondiale dans le domaine de la gestion publique. L'EGPA, le LAGPA et l'AGPA sont les sous-entités régionales de l'IIAS. Un autre organisme, le comité international du Network of Schools of Public Policy, Affairs, and Administration (en) (NASPAA), basé aux États-Unis, a développé un certain nombre de relations dans le monde entier. Il s'agit notamment de forums sous-régionaux et nationaux tels que le CLAD, l'INPAE et le NISPAcee, l'APSA et l'ASPA.
Le Centre latino-américain d'administration pour le développement (CLAD), basé à Caracas au Venezuela, est un réseau régional d'écoles d'administration publique créé par les gouvernements d'Amérique latine. L'institut est un membre fondateur et a joué un rôle central dans l'organisation du Réseau interaméricain d'enseignement de l'administration publique (INPAE). Créé en 2000, ce réseau régional d'écoles est unique en ce sens qu'il est la seule organisation composée d'institutions d'Amérique du Nord, d'Amérique latine et des Caraïbes travaillant dans le domaine de l'administration publique et de l'analyse des politiques. Il compte plus de 49 membres issus des meilleures écoles de recherche de différents pays de l'hémisphère.
NISPAcee est un réseau d'experts, d'universitaires et de praticiens qui travaillent dans le domaine de l'administration publique en Europe centrale et orientale, y compris la Russie, le Caucase et l'Asie centrale. Les associations américaines d'administration publique et de sciences politiques sont la NASPAA, l'American Political Science Association (APSA) et la Société américaine d'administration publique (ASPA). Ces organisations ont contribué à la mise en place des fondements de l'administration publique moderne.
L'Organisation régionale orientale pour l'administration publique (en) (EROPA) est une organisation basée sur l'adhésion de l'État, ouverte à d'autres organisations et individus, dont le siège se trouve aux Philippines et dont les centres et les membres sont répartis dans la région Asie-Pacifique. L'EROPA organise des conférences annuelles et publie une revue intitulée Asian Review of Public Administration (ARPA). Elle dispose d'un certain nombre de centres dans la région et contribue à la mise en réseau d'experts avec ses membres.

## Management public
Le « management public » est une approche de l'administration publique et de l'administration des organisations à but non lucratif qui s'apparente ou s'inspire des techniques et des approches du secteur privé en matière de management et d'entreprise. Ces approches commerciales visent souvent à maximiser l'efficience et l'efficacité et à fournir un meilleur service à la clientèle. Il existe un contraste avec l'étude de l'administration publique, qui met l'accent sur les moteurs sociaux et culturels du gouvernement qui, selon de nombreuses personnes (par exemple, Graham T. Allison et Charles Goodsell (en)), le rendent différent du secteur privé. Il propose une définition positive et une définition négative du management public. L'approche positive est la suivante : « un processus praxéologique et légitime de service public pour les citoyens dans l'intérêt de leur génération et des suivantes, par le renforcement des relations mutuelles, la compétitivité de l'économie nationale et l'augmentation pratique de l'utilité sociale grâce à l'allocation efficace des ressources publiques ». L'approche négative est : « Fiction dont l'objectif est la possibilité d'appropriation temporelle ou permanente de biens publics pour la mise en œuvre des intérêts particuliers d'un groupe social restreint ». L'étude et l'enseignement du management public sont largement pratiqués dans les pays développés.

### Organisations
De nombreuses entités étudient la gestion publique en particulier, dans divers pays, notamment :
- Aux États-Unis, l'American Society for Public Administration (en). Université d'Indiana, Bloomington
- Au Canada, l'Institute of Public Administration of Canada, l'Observatoire de l'Administtation publique, et divers projets de la Fédération canadienne des municipalités et d'Infrastructure Canada
- Au Royaume-Uni, la Newcastle Business School (en), la Warwick Business School, la London School of Economics, l'University College de Londres, le UK local democracy project (en) et le London Health Observatory (en).
- Aux Pays-Bas, l'Université Érasme de Rotterdam
- En Australie, l'Institute of Public Administration Australia.
- En France, l'École nationale d'administration, École des affaires publiques Sciences Po, l'INET, et l'IMPGT à Aix-en-Provence, Université d'Aix-Marseille.
- En Belgique, the Public Governance Institute, KU Leuven.
- En Allemagne, l'Université allemande des sciences administratives de Spire (en), l'Hertie School, le MBA en Politique, Administration et Relations internationales (PARI) à l'Université Zeppelin, et le MBA en Politique Publique & Gestion de l'Université de Potsdam.
- En Suisse, l'Université de Genève et l'Institut de hautes études en administration publique.
- En Italie, le SDA Bocconi School of Management (en), diplôme de l'Université Bocconi à Milan.
- À Chypre, le Cyprus International Institute of Management (en) ou CIIM.
- En Irlande, l'Institut d'Administration Publique, Dublin.
- En Afrique du Sud, la Regenesys Business School (en)[73].

La gestion publique comparative, par le biais de l'audit de performance des administrations publiques (en), examine l'efficience et l'efficacité de deux ou plusieurs administrations.

#### Généralités
- (en) Dubois, H.F.W. & Fattore, G. (2009), 'Definitions and typologies in public administration research: the case of decentralization', International Journal of Public Administration, 32(8): 704–27.
- (en) Jeong Chun Hai @Ibrahim, & Nor Fadzlina Nawi. (2007). Principles of Public Administration: An Introduction. Kuala Lumpur: Karisma Publications.  (ISBN 978-983-195-253-5)
- (en) Smith, Kevin B. and Licari, Michael J. (2006) Public Administration – Power and Politics in the Fourth Branch of Government, LA: Roxbury Pub. Co.  (ISBN 1-933220-04-X)
- (en) White, Jay D. and Guy B. Adams. Research in public administration: reflections on theory and practice. 1994.
- (en) Donald Menzel and Harvey White (eds) 2011. The State of Public Administration: Issues, Challenges and Opportunity. New York: M. E. Sharpe.

#### Gestion publique
- (en) Janicke, M. (1990). State Failure. Cambridge: Polity Press.
- (en) Kanter, R. M. (1985). The Change Masters: Corporate Entrepreneurs at Work. Hemel Hempstead: Unwin Paperbacks.
- (en) Lane, R. E. (1991). The Market Experience. New York: Cambridge University Press.
- (en) Lynn, L. E., Jr. (1996). Public Management as Art, Science, and Profession. Chatham House, CQ Press.
- (en) Lynn, L. E., Jr. (2006). Public Management: Old and New. Routledge.
- (en) Raczkowski, K. (2016). Public Management: Theory and Practice. Springer